# Korfbal 1991-1992
Korfbalseizoen 1991-1992 is een korfbalseizoen van het KNKV. In dit seizoen is de opzet van de veldcompetitie en de zaalcompetitie hetzelfde; 2 Hoofdklasse poules met elk 8 teams. Elk team speelt 14 wedstrijden en de poulewinnaars nemen het tegen elkaar op in de finale. In de zaalcompetitie is 1 finalewedstrijd en op het veld is het een best-of-3 serie.
Vanaf dit seizoen is er officieel afscheid genomen van het 3-vakken korfbal op het veld. In dit seizoen wordt zowel zaal- als veldkorfbal in 2 vakken gespeeld.

## Veldcompetitie KNKV
In seizoen 1991-1992 was de hoogste Nederlandse veldkorfbalcompetitie in de KNKV de Hoofdklasse; 2 poules met elk 8 teams. Na de competitie volgen 2 kruisfinalewedstrijden en de beide winnaars nemen het tegen elkaar op in een best-of-3 finaleserie.
Hoofdklasse Veld A
| pos | club      | gs | w  | g | v  | pnt | dv  | dt  | dt  |
| --- | --------- | -- | -- | - | -- | --- | --- | --- | --- |
| 1.  | ROHDA     | 14 | 10 | 2 | 2  | 22  | 195 | 153 | +42 |
| 2.  | PKC       | 14 | 9  | 2 | 3  | 20  | 182 | 147 | +35 |
| 3.  | Fortuna   | 14 | 9  | 0 | 5  | 18  | 174 | 152 | +22 |
| 4.  | AKC       | 14 | 7  | 1 | 6  | 15  | 180 | 185 | -5  |
| 5.  | Dalto     | 14 | 5  | 4 | 5  | 14  | 137 | 135 | +2  |
| 6.  | Nic.      | 14 | 6  | 0 | 8  | 12  | 154 | 166 | -12 |
| 7.  | SDO       | 14 | 4  | 1 | 9  | 9   | 158 | 186 | -28 |
| 8.  | Die Haghe | 14 | 1  | 0 | 13 | 2   | 131 | 187 | -56 |

Hoofdklasse Veld B
| pos | club           | gs | w  | g | v  | pnt | dv  | dt  | dt  |
| --- | -------------- | -- | -- | - | -- | --- | --- | --- | --- |
| 1.  | Deetos         | 14 | 12 | 1 | 1  | 25  | 160 | 117 | +53 |
| 2.  | Oost-Arnhem    | 14 | 10 | 1 | 3  | 21  | 185 | 116 | +69 |
| 3.  | Allen Weerbaar | 14 | 7  | 2 | 5  | 16  | 152 | 157 | -5  |
| 4.  | DOS'46         | 14 | 6  | 2 | 6  | 14  | 164 | 158 | +6  |
| 5.  | Blauw-Wit      | 14 | 5  | 2 | 7  | 12  | 146 | 142 | +4  |
| 6.  | Drachten       | 14 | 6  | 0 | 8  | 12  | 127 | 130 | -3  |
| 7.  | Kinderdijk     | 14 | 4  | 1 | 9  | 9   | 102 | 162 | -60 |
| 8.  | LDO            | 14 | 1  | 1 | 12 | 3   | 138 | 192 | -54 |

|  | halve finale | halve finale | halve finale | halve finale |  |        | finale | finale | finale | finale |
|  |              |              |              |              |  |        |        |        |        |        |
|  |              |              |              |              |  |        |        |        |        |        |
|  | ROHDA        | 13           |              |              |  |        |        |        |        |        |
|  | Oost-Arnhem  | 7            |              |              |  |        |        |        |        |        |
|  |              |              |              |              |  | ROHDA  | 7      | 10     |        |        |
|  |              |              |              |              |  | Deetos | 3      | 6      |        |        |
|  | Deetos       | 14           |              |              |  |        |        |        |        |        |
|  | PKC          | 13           |              |              |  |        |        |        |        |        |

| Veldkampioen van Nederland 1992 |
| ------------------------------- |
| ROHDA                           |

## Zaalcompetitie KNKV
In seizoen 1991-1992 was de hoogste Nederlandse zaalkorfbalcompetitie in de KNKV de Hoofdklasse; 2 poules met elk 8 teams. Het kampioenschap is voor de winnaar van de kampioenswedstrijd, waarin de kampioen van de Hoofdklasse A tegen de kampioen van de Hoofdklasse B speelt.
 Hoofdklasse A
| pos | club        | gs | w  | g | v  | pnt | dv  | dt  | dt  |
| --- | ----------- | -- | -- | - | -- | --- | --- | --- | --- |
| 1.  | Blauw-Wit   | 14 | 11 | 2 | 1  | 24  | 247 | 198 | +49 |
| 2.  | Oost-Arnhem | 14 | 11 | 1 | 2  | 23  | 273 | 189 | +84 |
| 3.  | ROHDA       | 14 | 10 | 1 | 3  | 21  | 236 | 200 | +36 |
| 4.  | Drachten    | 14 | 8  | 0 | 6  | 16  | 198 | 200 | -2  |
| 5.  | Dalto       | 14 | 6  | 0 | 8  | 12  | 225 | 236 | -11 |
| 6.  | SCO         | 14 | 3  | 3 | 8  | 9   | 195 | 231 | -36 |
| 7.  | DEVD        | 14 | 2  | 2 | 10 | 6   | 204 | 230 | -26 |
| 8.  | SDO         | 14 | 0  | 1 | 13 | 1   | 178 | 272 | -94 |

Hoofdklasse B
| pos | club         | gs | w  | g | v  | pnt | dv  | dt  | dt  |
| --- | ------------ | -- | -- | - | -- | --- | --- | --- | --- |
| 1.  | Deetos       | 14 | 12 | 2 | 0  | 26  | 270 | 199 | +71 |
| 2.  | PKC          | 14 | 7  | 3 | 4  | 17  | 219 | 214 | +5  |
| 3.  | AKC          | 14 | 7  | 1 | 6  | 15  | 244 | 232 | +12 |
| 4.  | Fortuna      | 14 | 7  | 1 | 6  | 15  | 231 | 230 | +1  |
| 5.  | DOS'46       | 14 | 6  | 1 | 7  | 13  | 252 | 251 | +1  |
| 6.  | Nic.         | 14 | 4  | 3 | 7  | 11  | 223 | 263 | -40 |
| 7.  | DVO          | 14 | 4  | 2 | 8  | 10  | 227 | 244 | -17 |
| 8.  | Keizer Karel | 14 | 2  | 1 | 11 | 5   | 191 | 224 | -33 |

### Topscoorders van de zaalcompetitie
| Naam            | Club | Goals |
| --------------- | ---- | ----- |
| Frank Landkroon | AKC  | 74    |
| Loes Sijmens    | SDO  | 36    |

De finale werd gespeeld op zaterdag 21 maart 1992 in sportpaleis Ahoy, Rotterdam
| Hoofdklasse Finale |           |    |
|                    |           |    |
| A1                 | Blauw-Wit | 7  |
| B1                 | Deetos    | 12 |

| Zaalkampioen van Nederland 1992 |
| ------------------------------- |
| Deetos                          |

## Prijzen
| Award                        | Winnaar          | Club          |
| ---------------------------- | ---------------- | ------------- |
| Beste Speler                 | Hans Leeuwenhoek | Deetos        |
| Beste Speelster              | Mirelle Fortuin  | Deetos        |
| Coach van het Jaar           | Jaap Lenstra     | AKC Blauw-Wit |
| Beste Debutant van het Jaar  | Mike Schreurs    | Nic.          |
| Beste Debutante van het Jaar | Jiska Brandt     | Deetos        |